# نظرمحمد دیدگاه
نظرمحمد دیدگاه (۱۳۱۳ ایرانشهر -۱۴۰۰ ایرانشهر ) روحانی اهل تسنن و نماینده مردم ایرانشهر در اولین دوره مجلس شورای اسلامی و عضو شورای مرکزی سنت (شمس) بود.

## تولد و تحصیل
نظرمحمد دیدگاه فرزند «مزار» در سال ۱۳۱۱ شمسی در روستای «دامن» از توابع ایرانشهر متولد شد. در ده سالگی به دبستان رفت و هم‌زمان قرآن مجید و چند کتاب ابتدایی علوم دینی را نزد امام مسجد روستای‌شان که اهل منطقه «مسکوتان» از توابع بخش مرکزی شهرستان فنوج در سیستان‌وبلوچستان بود، فراگرفت.
مولوی نظرمحمد دیدگاه تحت تأثیر تشویق‌های امام مسجد، در سال ۱۳۳۱ به اتفاق جمعی دیگر از هم‌سن‌وسالانش برای ادامه تحصیل علوم دینی عازم پاکستان شد. دروس مقدماتی را در دارالعلوم شهر «تندوالله‌یار» - از توابع ایالت سند- گذراند و پس از آن به‌علت مشکلاتی که دامنگیر این مدرسه شد، به مدرسه دینی «دارالرشاد» در منطقه‌ای به نام «پیرجندا» رفت. سپس در سومین سال حضورش در پاکستان عازم مدرسه دینی دارالهدای شهر «تیدی» در استان سند شد. در دومین سال حضور در این مدرسه دینی، به شدت بیمار شد و برای مداوا به کراچی رفت و همین سفر باعث شد تا به مرکز بزرگ علمی «دارالعلوم» کراچی برود.
مولوی نظرمحمد مدت پنج سال در این مرکز علمی بزرگ تحصیل کرد پس از انتقال دارالعلوم کراچی از منطقه «نانکواره» به منطقه «لاندی» این شهر، یک سال دیگر در این مرکز به تحصیل ادامه داد و تعطیلات همان سال برای دیدار با خانواده به ایران بازگشت. تعطیلات که به پایان رسید بار دیگر عازم پاکستان و دارالعلوم کراچی شد، اما به علت تکمیل‌نشدن کار ثبت‌نام ۱۴ طلبه‌ای که از ایران با خود همراه برده بود، ناچار شد دارالعلوم کراچی را ترک کند و بار دیگر به دارالعلوم تندوالله‌یار برود. سال «دوره حدیث» و به عبارتی آخرین سال تحصیل خود را در این مدرسه و بالاخره از همین مرکز علمی فارغ‌التحصیل شد و پس از مدتی با اتمام تحصیلاتش به زادگاهش بازگشت. مدیریت مدارس دینی مکتب قرآن و مکتب خدیجة الکبری را در منطقه دامن در ۲۵ کیلومتری ایرانشهر را بر عهده داشته است.

## اساتید
مفتی محمدشفیع عثمانی، رشیداحمد لدیانوی، سلیم‌الله خان، سحبان‌محمود، قاری رعایت‌الله، مولوی علی‌اکبر، مولوی عبدالحق، مفتی محمد رفیع، مولوی غلام‌الله خان از مهم‌ترین اساتید وی می‌باشند. همچنین وی دورهٔ تفسیر قرآن مجید نزد مولوی غلام‌الله خان و مولوی عبدالغنی جاجروی و دوره حدیث نزد مولوی ظفراحمد عثمانی گذراند.

## نمایندگی در مجلس شورای اسلامی
وی نماینده معمم اهل سنت حوزه انتخابیه ایرانشهر استان سیستان و بلوچستان در اولین دوره مجلس شورای اسلامی بود. او با کسب ۲۱۲۵۴ رای و ۶۶٫۹۰ درصد کل آرا در انتخابات برنده و از ۷ خرداد ۱۳۵۹ تا ۶ خرداد ۱۳۶۳ نمایندگی مردم در این حوزهٔ انتخابیه را بر عهده داشت.

## شورای مرکزی سنت (شمس)
در سال ۱۳۶۰ه‍.ش به همراه احمد مفتی زاده، عبدالعزیز ملازاده، عبدالملک ملازاده، عبدالحمید اسماعیل زهی، شمس الدین مطهری و برخی از همفکران دیگرش شورای مرکزی سنت (شمس) را بنیانگذاری کردند و اولین اجلاسیه این شورا در منزل ایشان در تهران برگزار گردید که با دستگیری احمد مفتی زاده و زندانی شدن او این فعالیت‌ها به پایان رسید.

## زندان و مهاجرت از ایران
او در زمان حیاتش از جمله مخالفان سیاست‌های جمهوری اسلامی بود. نظرمحمد دیدگاه پس از نمایندگی در مجلس و در زمان فعالیت‌های سیاسی و مذهبی و مشخصا به‌خاطر بعضی از سخنرانی‌هایش، در سال ۱۳۶۵ بازداشت شد و مدت ۳ سال را ابتدا در زاهدان و سپس در تهران در زندان سپری کرد و پس از گذراندن دوران حبس، در سال ۱۳۷۴ به کشورهای پاکستان و امارات مهاجرت کرد و پس از ۶ سال دوری از زادگاهش، در سال ۱۳۸۰ مجدداً به ایران بازگشت.

## وفات
وی ۱۵ خرداد ۱۴۰۰ و در سن ۸۹ سالگی در بیمارستان ایرانشهر وفات کرد. و در روستای دامن دفن شد.